# Ichkeul
Ichkeul Nationalpark nær Middelhavskysten i det nordlige Tunesien består af brakvandssøen Ichkeulsøen (arabisk: بحيرة اشكل) og de omkringliggende vådområder. Parken som udgør 160 km2 er en vigtig rasteplads for trækfugle, og har af den grund været biosfærereservat siden 1977, verdensarvområde og Ramsarområde siden 1980.
Parken er et vigtigt stoppested for trækfugle, og regnes også blandt de vigtigste overvintringssteder i middelhavsområdet. Tællinger har vist op til 400.000 individer på én gang i området. En registrering i 1986 talte 226 arter, hvoraf 34 som yngler i området. De mest talrige arter er pibeand, taffeland og blishøne. For taffeland og grågås er området deres vigtigste overvintringssted i Nordafrika. Den truede art hvidhovedet skarveand (Oxyura leucocephala) holder til her med en forholdsvis stor bestand.
Parken stod på listen over truede verdensarvsteder fra 1996 til 2006. Opdæmning af floderne som løber ind i søen førte til reduceret tilførsel af ferskvand, øget indstrømning af saltvand fra havet, og påfølgende ændringer i vegetationen, hvilket påvirker hvilke fuglearter som kan finne næring her.
Den blomstrende plante Teucrium_schoenenbergeri Nabli der er endemisk i Tunesien blev fundet i 1965 i parken.

## Eksterne kilder og henvisninger
1. ↑  "Ichkeul". UNESCO. Hentet 9. april 2023.
2. ↑  Schoenenberger A., Nabli M.A. (1990). "Isotype of Teucrium schoenenbergeri Nabli [family LAMIACEAE]". Bulletin de la Société Botanique de France. Lettres Botaniques. 137 (4, 5): 314.

- UNEP World Conservation Monitoring Centre: faktaark